# Chemnitz Hauptbahnhof
Chemnitz Hauptbahnhof – główny dworzec kolejowy w Chemnitz, w Saksonii, w Niemczech.